# Armatocereus procerus
Armatocereus procerus ist eine Pflanzenart in der Gattung Armatocereus aus der Familie der Kakteengewächse (Cactaceae). Das Artepitheton procerus stammt aus dem Lateinischen, bedeutet ‚hoch‘ oder ‚schlank‘ und verweist auf die Wuchsform der Art.

## Beschreibung
Armatocereus procerus wächst baumförmig, besitzt in der Regel keinen deutlichen Stamm und erreicht Wuchshöhen von bis zu 7 Meter. Die aufrechten, dunkelgrünen oder graugrünen Triebe sind deutlich in Segmente gegliedert. Es sind acht bis zehn Rippen vorhanden, auf denen sich große Areolen befinden. Die ein bis vier gelblichen Mitteldornen besitzen eine dunklere Spitze und weisen eine Länge von bis zu 10 Zentimeter auf. Die 15 bis 20 Randdornen sind bis 2 Zentimeter lang.
Die weißen Blüten sind bis zu 7 Zentimeter lang und weisen einen Durchmesser von 5 Zentimeter auf. Die Früchte sind grün. Sie sind bis zu 7 Zentimeter lang.

## Verbreitung, Systematik und Gefährdung
Armatocereus procerus ist in den peruanischen Regionen Region Ancash, Lima und Ica verbreitet.
Die Erstbeschreibung durch Werner Rauh und Curt Backeberg wurde 1956 veröffentlicht.
In der Roten Liste gefährdeter Arten der IUCN wird die Art als „Least Concern (LC)“, d. h. als nicht gefährdet geführt.

## Nachweise